# 私鉄沿線97分署
『私鉄沿線97分署』（してつえんせん97ぶんしょ）は、1984年10月28日から1986年9月14日まで、テレビ朝日系列で毎週日曜20:00 - 20:54（JST）に全90話が放送された、国際放映制作の刑事ドラマ。第2回ATP賞ベスト20指定番組。

## ストーリー
東京都多摩地域西部、多摩川市を管轄として田園プラザに新設された第97分署は、庁舎の完成を待たず開署を優先させたため、空調もないプレハブの仮庁舎となっていた。この97分署を舞台に刑事たちが所轄内で起きるさまざまな事件を捜査する。

## 概要
前番組『西部警察シリーズ』の終了を受け、引き続き渡哲也をメインキャストに据えた新たな刑事ドラマとして企画された。『西部警察』と同じく石原プロモーションと広告代理店の東急エージェンシーが企画立案を務めているが、制作主体は石原プロから国際放映にバトンタッチし、本作品では地域・日常色の強いドラマに主眼が置かれると同時に、作中における警察機構の設定にもリアルさが志向された。一例として、従前の刑事ドラマの若い刑事は概ね「アパートに居住している」ということが多かったが、本作品では若い刑事は実際の独身の刑事と同様に、独身寮に住んでいるという設定とされた。また、拳銃の取り扱いについても、捜査中の刑事が常に拳銃を携帯しているわけではなく、番組初回にて仮庁舎内で犯人が拳銃を発砲した際などのように、使用許可を得た後、捜査課にある保管庫から拳銃を取り出し使用するという、現実に沿ったスタイルが取られている。
扱う事件もいたずら電話をきっかけとする嫌がらせや万引き・窃盗など、実際に所轄署単独で取り扱う犯罪が多く、タイトルロゴやコメディタッチのオープニング、ユニークなサブタイトルなど、従来の刑事ドラマの雰囲気を払拭した明朗なカラーが打ち出された。他方で、回によっては殺人事件や、米軍基地からの拳銃横流し密売事件など、大掛かりな犯罪も描かれている。放映期間中のメンバーチェンジこそあったものの、前番組でも度々見られた「殉職」という形での退場劇はなく、いずれも転属・転職が理由とされている。97分署の犯罪検挙率は他の署より低く、その人情に偏った捜査方針が問題視されているという設定も加えられた。
制作には石原プロの専属スタッフが多数参加しているほか、覆面パトカーなどの車両も、前番組から引き続き使用された。また、早見優や野村将希をはじめ、石原プロと関係の深かったサンミュージック所属のタレント・俳優も多数出演している。

### ロケーション

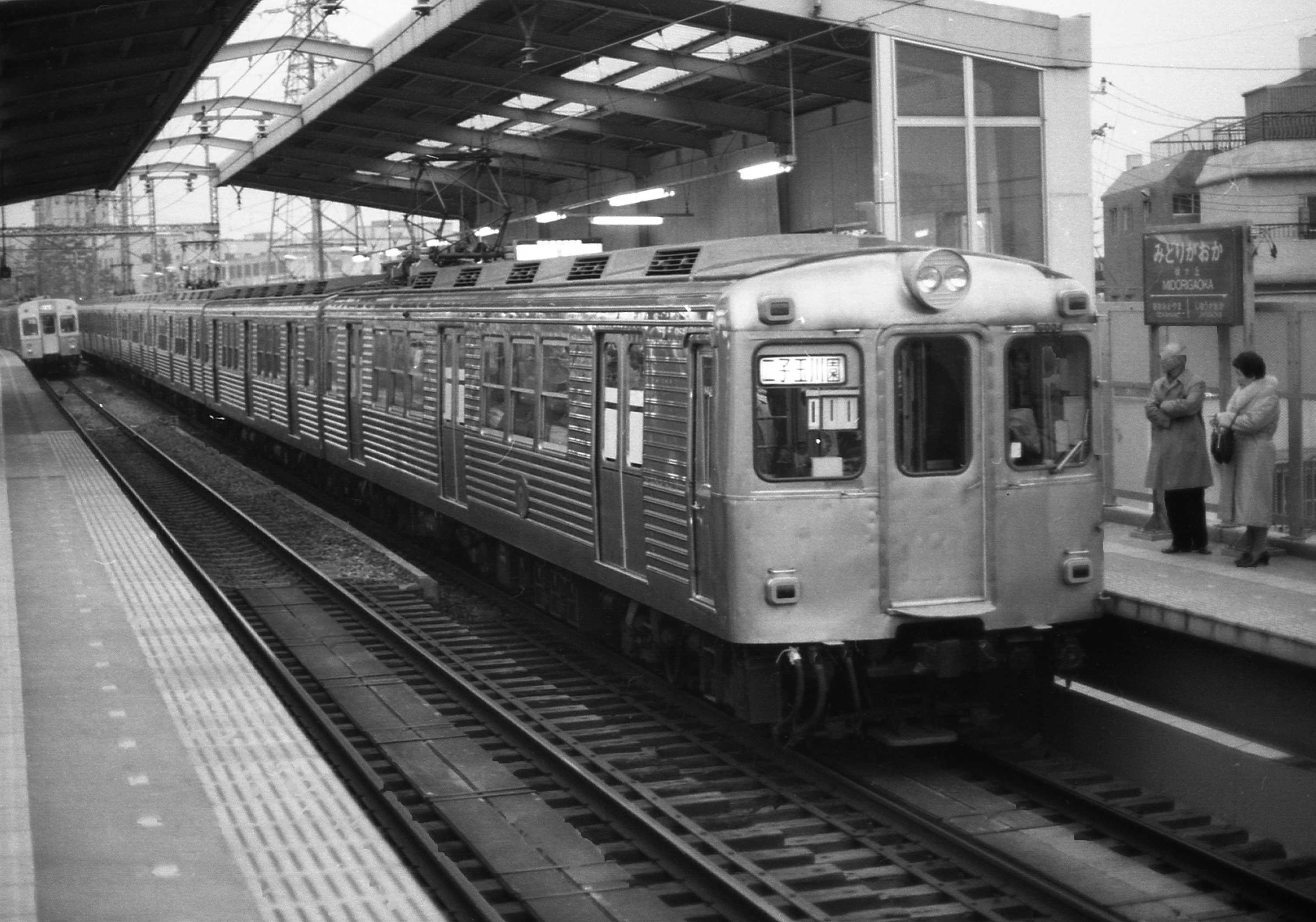
エンディングで映った 初代東急6000系 1985年2月 東急大井町線・緑が丘駅

前述の通り、東急エージェンシーが本作品の企画に関わっていた関係上、撮影は東急電鉄沿線上にあたる神奈川県横浜市緑区（現・青葉区）のたまプラーザ（美しが丘・新石川）、あざみ野（荏子田・すすき野）近辺で行われた。本作品の撮影・本放送当時は、これらの地域は新興住宅街だったため空き地が多く見られたが、放送から40年近くが経過した2020年代現在は都市化が進み、放送当時の面影はあまり残っていない。
撮影用の97分署プレハブ庁舎は、東急田園都市線たまプラーザ駅南口の駐車場に設置されていた。第1シーズンのオープニングでは、たまプラーザ駅前の東急百貨店近辺の風景が、第2シーズンのオープニングでは住宅展示場（TVKハウジングたまプラーザ）の看板が映っている。
第1シーズンのエンディング映像は、東急田園都市線・二子玉川園駅（現:二子玉川駅）から二子新地駅にかけての前面展望がフィーチャーされたもので、すれ違い列車として、1989年11月21日に東急線から姿を消した初代東急6000系電車、営団（現：東京メトロ）半蔵門線8000系電車が映されている。

## 登場人物・出演者
以下、特記のない者はいずれも全編にわたって出演。

### 97分署メンバー

#### 捜査課
片山の退職後はヒラ巡査がいなくなった（最下級は巡査長）。
奈良 龍治(なら りゅうじ)：鹿賀丈史
33歳。現場でのリーダー的存在（シナリオ上は捜査一係長）。刑事歴12年の警部補で、滝村とは多摩中央署時代から上司と部下の間柄であり、新人時代に奈良を刑事として指導していたのも滝村である。普段は温厚で落ち着いた立ち振る舞いだが、卑劣な犯罪や後輩の失態には感情を露わにする一面もある。
物語開始当初は、横浜の山下公園を見下ろす高級マンション「マリンハイツ」で一人住まいだったが、その後、商社勤務のOLと半年ほど同棲していたことを第89話で明かしている。独身であり結婚する意志は持っていないが、第15話では滝村に無理やり見合いをさせられたり、結果的に本城に譲る格好となるものの仁科に想いを寄せたりと、恋愛に絡んだエピソードも複数存在する。
第2シーズン以降は次回予告の解説役も担当。毎回、内容解説と共に他レギュラー陣を交えてストーリーにちなんだコミカルな寸劇を披露した。
片山 大(かたやま ひろし)：時任三郎（第1話 - 第26話）
25歳。愛称はヒロシ（松元は「片山チャン」と呼ぶ）。巡査長。高知県土佐市出身。
血気盛んな新米刑事であるが、一方で刑事としては優しすぎる面もあり、捜査方法を巡って滝村や奈良らと衝突することもたびたびあった。通勤時・捜査中ともにマウンテンバイクを愛用する。
第26話で担当した事件を契機に、かねてからの夢であった自転車での世界旅行に旅立つため、退職という形で97分署を後にする。
番組初期の実質的な主役であり、本来は時任が主役のまま、番組自体も終了の予定であった。
本多 杏子(ほんだ きょうこ)：坂口良子（第1話 - 第30話）
29歳。巡査長。前任地は山手署の少年課。
母親(北村昌子)と二人暮らし。
父親は生涯交番の巡査で通した警官だったが、強盗犯との格闘の末に殉職。彼女が警察官となったのはその翌年のことである。
勝ち気な性格で、第14話では別件逮捕の是非をめぐって奈良と大論争になり、第27話では捜査協力のため訪れた千代田署で出会った九十九ののんびり屋ぶりへの猛反発から、彼と激しく対立している。片山や松元より年長であり、捜査課の中でも奈良に次ぐか同等のイニシアチブを持つ。その一方で、片山ら後輩たちの不満や悩みを受け止める包容力や、倉田の娘にプレゼントを与えるなど心優しい面も持つ。
第29話にて、榊の同期で友人でもある室伏修治警視（有川博）が「少年犯罪防止センター」を警察の新部門として設立するにあたり、本多はその教官になるように誘われる。最初は固辞していたが、続く第30話で起こった少年犯罪とその動機を知り、少年達のために行動することを決意。センターの教官に転任し97分署を去った。
松元 良平(まつもと りょうへい)：小西博之
26歳。明るく単純でお調子者の三枚目。巡査長。大阪府枚方市出身。警察学校26期生。
榊・丸岡・滝村以下捜査課のメンバー(田島を除く)からは「ブルドッグ精神」の「ブル」または「ブルさん」、田島からは「先輩」と呼ばれている。
西多摩署での移動交番車勤務で功績を挙げ、捜査専務員推薦を勝ち取り97分署へ転属となった。
恵まれた体格の持ち主で、犯人と格闘し取り押さえ逮捕する役割を持つことが多い。
倉田 徳夫(くらた のりお)：高橋長英（第1話 - 第62話）
43歳。愛称「クラさん」。警部補。物語開始の3年前には板橋中央署に勤務していた。妻とひとり娘の洋子（小学1年生。第16話で養女であることが明かされる。板橋時代に射殺された犯人の娘を引き取った）と管内の団地に居住。湘南育ち。
勤務外でも若手警官たちの面倒見が良いことから、倉田家は97分署独身者の「憩いの場」となっている。
奈良や松本に比べれば活躍が目立たないようにも見えるが、滝村の指示で地道な捜査を行い、事件解決の糸口を掴んだり、犯人を特定する裏付け行なう捜査経験豊富なベテラン刑事である。第62話で別の所轄へ異動していった。
九十九 圭介(つくも けいすけ)：新沼謙治（第27話 - 第67話）
29歳。巡査長。出身が岩手県ゆえに東北訛りがあり、性格も態度も口調ものんびりとしている。前任地の千代田署では少年相手の柔道教室などのボランティア活動に腐心する一方、肝心の本業では検挙率が低いことから「粗大ゴミ」と揶揄されていた。また、苗字が珍しいゆえに「きゅうじゅうきゅう」と呼ばれることもあった他、裁縫が得意という一面も持つ。
作中での初出は第27・28話の前後編で、その時の事件が解決した後に97分署に押しかけて来て配属を志願し、第30話にて正式に配属される。配属後は農家の離れを借りて、妹のゆき（南きよみ）と二人暮らし。後に伯父の牧場を継ぐため退職する。
仁科 順子(にしな じゅんこ)：斉藤慶子（第31話 - 第90話）
本多の後任として配属。24歳。巡査長。熊本県出身。前任地は城西署少年課。活発で男勝りな性格。97分署の女子寮「早乙女荘」居住。
警察学校のペーパーテストでは常にトップの成績だったが、そのエリート意識からしばしば些細なことで同僚と対立する。一方で刑事としての経験の浅さも自覚しており、滝村や奈良、榊や倉田などのベテランにアドバイスを受けながら成長してゆく。
物語終盤では本城と恋仲になり、彼とすれ違いが生じていた時期には奈良が当て馬にされるが、結局は元の鞘に収まり本城と婚約する。
田島 修(たじま おさむ)：四方堂亘（第31話 - 第90話）
23歳。巡査長。福岡県出身。松元とは警視庁柔道大会で敗れて以来、彼を目標に奮闘していた。松元からは「オサムちゃん」と呼ばれている。
かつては水上署勤務であったが、かなづちで泳げない為、松元のいる97分署に転属願いを出しており、それが受理され97分署へ着任。刑事歴半年。
橘 礼子(たちばな れいこ)：山口果林（第60話 - 第90話）
36歳。警部補。警視庁勤務の敏腕刑事だったが、上司と対立したことから97分署へ異動した。
シビアな性格で、97分署の人情に偏った捜査方針に対しても当初は苦言を呈することもあったが、回が進むにつれて署の雰囲気にもなじんでいった。
バツイチで1女の母。自分の娘からはあまりいい印象を抱かれず、「礼子ちゃん」と呼ばれていたが、元の鞘におさまる。
倉田が栄転した第63話以降は、彼のポジションも担うことになる。
本城 功(ほんじょう いさお)：古尾谷雅人（第68話 - 第90話）
九十九の後任。
28歳。山形県出身。巡査長。警察学校25期生。
口数が少なく、コミュニケーションがやや苦手なことで周囲から誤解され、97分署に着任するまでに七つの署（城北、城西、角筈、山ノ手、大森西など）をたらいまわしにされてきた。
口より先に手が出るタイプであり、さらに高身長とその風貌から「和製ダーティハリー」の異名を取っていたが、根は繊細で心優しく、間もなく他メンバーと打ち解けた。
オープニングカットでは、ブランコの上に引っかかった風船を子供に手渡すシーンがあるものの、作中では高身長の割りに高所恐怖症で捜査時も支障を来たしていた。自分では「デリケートな性格と言って欲しい」と言っている。
山形に元営林署職員である父（金子信雄）がおり、一度上京してきたことがある。物語終盤では仁科と恋仲になる。
滝村 兼三(たきむら けんぞう)：長門裕之
50歳。妻（中原早苗）、ひとり娘のミキとマイホーム住まい。捜査課長、警部。
多摩中央署より97分署新設に伴い捜査課長に着任。
べらんめえ口調のぶっきらぼうな態度の人物で、「デカ殺しの滝村」「警視庁のタヌキジジイ」の異名を取る。普段は部下たちの談笑の輪にも積極的に加わる一方、捜査の際には綿密な連絡や報告を経た上で捜査方針を即決する。場合によっては別件逮捕など賛否両論ある捜査方法を容認することもある。ストレスの多い職務のせいか劇中でよく胃薬を飲んでいる。

#### 検視官室
榊 俊作(さかき しゅんさく)：渡哲也
42歳。城南医科大学卒業後、警視庁技官となる。医師免許を持った警察官（検視官）で警視。ロサンゼルス研修から本庁を経て97分署へ着任。
性格は温厚で、刑事達の公私にわたる相談役でもあり、彼の忠告が事件解決の糸口となることが多い。周辺住民から警察幹部に至るまで交友関係が幅広く、捜査課への協力の際にはその人脈を活用することもある。物語上の主人公という立場ではないものの、第2シーズン以降はそれまで時任と坂口が二人で受け持っていたトップクレジットを飾っており、毎回のラストシーンも常に彼が締めている。
実家は多摩川市桜台にある「永禅寺」という寺で、住職の父（山村聡）と二人暮らしである。
通勤の際には、「永禅寺」の看板ロゴが入った寺の車を使用している。
相原 恵子(あいはら けいこ)：早見優（第1話 - 第15話）
19歳。少年課勤務の巡査ではあるが第2話で山崎署長からのお墨付きをもらい、榊検視官の助手も兼任するようになる。
実家は酒店で、体調の悪い父（八名信夫）の面倒を見るために退職。
新庄 めぐみ(しんじょう めぐみ)：原口弥生（第23話 - 第50話）
20歳。巡査。前任地は多摩中央署の少年課。検視の仕事がしたくて志願。准看護婦の資格を有している。
薬科大学に受験をするため退職する。
出演は第23話からだが、オープニングには第2シーズン開始の第27話から登場する。
清水 あゆみ(しみず あゆみ)：北原佐和子（第51話 - 第90話）
新庄の後任、20歳。巡査。前任地は科学捜査研究所。榊からは「教授」の愛称で呼ばれている。

#### 交通課
三木 敦史(みき あつし)：野村将希（第1話 - 第67話、第86話、第90話）
29歳。巡査長。白バイ隊員。第50話にてダンスサークル仲間で同僚の吉川婦警と署内で結婚式を挙げた。第3シーズンでは準レギュラー扱いとされた。
谷口 夕介(たにぐち ゆうすけ)：柄沢次郎（第1話 - 第26話）
22歳。白バイ隊員。巡査。甘いマスクで近隣の女子学生たちからの人気が高い。
望月 亮(もちづき りょう)：古城裕章（第1話 - 第67話、第86話、第90話）
27歳。白バイ隊員。巡査。第1話から出演しているが、オープニングに登場するのは26話から。第3シーズンでは準レギュラーとなる。

#### 警務課
丸岡 吾一(まるおか ごいち)：武藤章生
48歳。通称「おとぼけの丸さん」。課長、警部。
常に何枚ものお見合い写真を持っており、捜査課員・榊らによく話を持ちかけている。また、写真が趣味。
署内のある場所に自身のへそくりを隠している（一度検視官室書棚を新庄助手が整理中に過って隠していた本ごと焼かれたことがある）。

#### その他
山崎 司(やまざき つかさ)：池部良（第1話 - 第3話、第16話、第25話 - 第27話、第34話、第50話、第58話 - 第59話、第81話、第89話、第90話）
53歳。97分署署長、警視。
本庁時代の榊の先輩であり、彼を97分署へ招いたのも山崎である。
その他の署員･･･沢田巡査：熊谷雄二、伊藤巡査：新野秀樹、山口巡査：大黒一生、渡辺貴、寺戸千恵美、高樹美沙、中島由美子、鳥井千恵、谷本晃子、小田切和美
古谷鑑識員：小林竜一

### ナレーション
田中信夫（ノンクレジット）
第1シーズンのみ、次回予告を担当。

## スタッフ
- プロデューサー - 稲垣健司（テレビ朝日）、菅原郷史、森川一雄（国際放映）
- 音楽 - 小川よしあき（第1シーズン）[注 8]、加瀬邦彦（第2シーズン以降）
- 撮影 - 宗田喜久松、内田清美、増島勝彦
- 照明 - 椎野茂
- 録音 - 佐藤泰博、塩原政勝
- 美術 - 小林正義、朝生治男
- 編集 - 原桂一
- 助監督 - 森清和夫、崎田憲一、大久保直実
- 整音 - 黒丸治夫
- 選曲 - 長沼寛
- 記録 - 桧垣久恵、水平冨喜子、内野敬子、安倍伸子
- 効果 - 小島良雄（東洋音響）
- プロデューサー補 - 山田耕大(第1シーズン)
- 音楽コーディネーター - 田村進一朗
- 擬斗 - 高倉英二
- 制作主任 - 古賀正行、福塚孝哉、藪下隆
- 次回予告ナレーター - 田中信夫（第1シーズン、ノンクレジット）
- 装置 - 美建興業
- 小道具 - 高津映画装飾
- 衣装 - 京都衣裳
- 美粧 - 川口美粧
- 現像 - 東洋現像所→IMAGICA
- カクタ・X-ONE、明星電気、アロカ、東京セントラルモード(カステルバジャック)、フーフォレー、チクマアパレル、LES HOMMES DE CLIO、ルーニィ、司産業、D.BLOOM、サン・レオナール、アキエ オオタキ
- 協力 - 日産自動車、ヤマハ発動機
- 制作協力 - 石原プロモーション、東急エージェンシー（ノンクレジット）
- 制作 - テレビ朝日、国際放映

## 放送日程
放送日はテレビ朝日
| 放送回 | 放送日         | サブタイトル                    | 脚本          | 監督       | ゲスト | 備考 |
| ------ | -------------- | ------------------------------- | ------------- | ---------- | --- | --- |
| 1      | 1984年10月28日 | プレハブだからSOS!!             | 峯尾基三      | 野田幸男   | 奈美悦子、団巌、堀田真三、西本裕行、後藤孝之、入江正徳、名代杏子、久保田民絵、小山武宏、重留定治、浜田宏昭、小田切和美、渡辺真美、早川亜友子、森下明、西内章                                           | 榊検視官着任 |
| 2      | 11月04日       | レオタードに泣け!               | 峯尾基三      | 小谷承靖   | 香坂みゆき、藤木悠、パルコ、田島義文、北見敏之、田中洋介、佐藤功、加藤茂雄、上野綾子、大島あみ | |
| 3      | 11月11日       | 今川焼でタッチダウン!           | 渡辺千明      | 手銭弘喜   | 立枝歩、浅見美那、門谷美佐、麻ミナ、町田政則、高久洋、山田吾一 | |
| 4      | 11月18日       | 幸せイミテーション              | 桃井章        | 小谷承靖   | 田島令子、泉じゅん、草薙良一、草野裕、野村昇史、門脇三郎、佐藤光一、郷内栄喜、中海加津治、川口節子、加藤陽子、堀川恵理、伊藤弘子、下村留加、鈴木素子、吉村真由美、渡辺美代子                           | |
| 5      | 11月25日       | 御近所だからデスマッチ          | 一色伸幸      | 手銭弘喜   | 下條アトム、幸田宗丸、木田三千雄、清島智子、五十嵐美恵子、西尾徳、柏木隆文、佐々木敏、中島元、竹島靖、平野義和、中瀬博文、西原玲子、石崎洋光、太田行雄、高橋正昭、菊川予市                             | |
| 6      | 12月02日       | もう一度ハッピネス              | 桃井章        | 小谷承靖   | 三浦リカ、八名信夫、北村昌子、広瀬昌助、中原有弥子、町田幸夫、中平良夫、石田和嗣、松尾文人、川口節子、香野麻里、鹿島信哉、世上真、犬塚弘                                                               | |
| 7      | 12月09日       | あばよ! マイ・ラブ              | 奥村俊雄      | 小谷承靖   | 玉岡加奈子、木村万里、永山融子、岡本麗、兼松隆、加地健太郎、福井裕子、大坪日出代、滝川昌良、二家本辰巳、大川幸子、外間啓子                                                                             | 地上波では再放送されない場合あり。BS11及びファミリー劇場では放送された。 |
| 8      | 12月16日       | 暴走族にグッドバイ!             | 阿井文瓶      | 長谷部安春 | 清水攏介、大林丈史、坂田祥一朗、和泉史郎、小寺大介、岡田和子、伊尾明子、西原玲子、高沢みづえ、新木賢司、土屋誠                                                                                         | |
| 9      | 12月23日       | あなたにもクリスマス            | 佐伯俊道      | 長谷部安春 | 青木明子、江角英明、丹呉年克、陶隆司、江藤漢、依田英助、米沢由香、持田美保、本間千恵子、青山匡志、田畑敦、町田真一                                                                                     | |
| 10     | 12月30日       | 年忘れラストショー!             | 一色伸幸      | 澤田幸弘   | マギー司郎、竹井みどり、三谷昇、佐藤晟也、大城加衣、浅見小四郎、沢田遊吾、大前田武、高山千草、番哲也、常枝美登里、三田恵子、杏里香代子、奥村正、有本操、山口夏穂                                       | |
| 11     | 1985年01月06日 | 晴れ着魔クンにプレゼント!       | 峯尾基三      | 小谷承靖   | 樋浦勉、小鹿番、大城加衣、中村まり子、幸内康雄、南あいこ、稲川善一、筑波みどり、森田浩平、中原早苗 | 衣裳協力:鈴乃屋 |
| 12     | 1月13日        | ブタとお経とドクトルと…         | 桃井章        | 澤田幸弘   | 金沢碧、長谷川哲夫、名川貞郎、大井小町、幸田直子、白石哲也、岩城真一、守屋利恵、*姿鉄太郎、森下明、永野明彦、杉浦宏俊、菅沢恵子、山村聰                                                                | 協力:稲田登戸病院 姿鉄太郎はノンクレジット |
| 13     | 1月20日        | 行くぞ! マイ・ウェイ!!          | 奥村俊雄      | 小谷承靖   | 中原潤、梅津栄、田中義尚、香椎くに子、阪東嘉昭、常枝美登里、進藤幸、有馬光貴、藤岡洋光、古川博樹、武田みえ子、小野ヤスシ                                                                               | |
| 14     | 1月27日        | 照れないで! アベック捜査!?      | 桃井章        | 長谷部安春 | 趙方豪、長山紀子、岸本功、宮沢元、神谷潤、山本武、大島光幸、伊藤克彦、庄野恵子、杉浦宏俊、深江章喜 | |
| 15     | 2月03日        | スウィングしながらお見合いを!   | 渡辺千明      | 長谷部安春 | 秋津万里子、野口雅弘、清水郁子、草村礼子、森下明、小林悦子、ペーパー.ムーン、睦五郎 | 相原巡査退職 ウエディングパレス日本閣 |
| 16     | 2月10日        | ヘルプ! 身代金を集めて!!        | 峯尾基三      | 手銭弘喜   | 大出俊、吉野由樹子、柿崎澄子、*望月太郎、相原洋、田浦智之、森丘ゆかり、結木恵美、平野稔、坂井寿美江、竜のり子、西原玲子、茂木和範、久保寺健之、窪一昭、打出親五、門脇三郎                              | オープニング映像一部変更 *望月太郎はノンクレジット |
| 17     | 2月17日        | うそ発見バトルロイヤル!         | 一色伸幸      | 手銭弘喜   | 丹波義隆、広田玲央名、矢羽みどり、三上剛仙、渡辺真美、金房求、井上三千男、矢沢裕紀、中原健、金子勝己、小金沢篤子、金野恵子                                                                             | |
| 18     | 2月24日        | あんたが悪い!? モテモテマン!!   | 奥村俊雄      | 小澤啓一   | 蟹江敬三、鳥居恵子、富川澈夫、西川ひかる、大和撫子、加地健太郎、露木やすよ、宮寺康生、千歩憲生、柿木恵至、重盛てる江                                                                                   | |
| 19     | 3月03日        | パフォーマンスだ! 手を上げろ!!  | 佐伯俊道      | 小澤啓一   | 佐藤英夫、利根はる恵、西田昭市、露原千草、市川好郎、うえずみのる、山岡八高、金田明夫、紅理子、古川博樹、長江英和、藤岡洋右、児玉頼信、一橋大介、渡辺可南、北村昌子                                     | |
| 20     | 3月10日        | 危険なヨコハマ・ストーリー!     | 峯尾基三      | 小谷承靖   | 鈴鹿景子、福家美峰、徳永亘、藤井洋八、中田譲治、伊藤公子、木下和佳、原雅也、奥村正、山下一夫、荒井裕次、郷内栄喜、本間千恵子、小林悦夫、有沢みゆき                                                     | |
| 21     | 3月17日        | チンピラ青春砂漠・ワン!         | 桃井章        | 小谷承靖   | 堀広道、吉田次昭、姫ゆり子、福原秀雄、江藤漢、滝川昌良、小林憲二、五島修、西沢正代、門倉浪子、和泉今日子、樋口邦雄、福山聖一郎、上村英幸、小室美由紀                                                   | |
| 22     | 3月24日        | 愛のサ・ク・ラ・チ・ル!         | 一色伸幸      | 長谷部安春 | 牛原千恵、藤江リカ、天草四郎、高林幸兵、岸井あや子、船村渚子、五味正雄、佐々木直子、新垣孝晴 | |
| 23     | 3月31日        | 走れ! ポリボックス・カー!!      | 峯尾基三      | 長谷部安春 | 原口弥生、赤塚真人、工藤啓子、藤谷純、門谷美佐、戸川暁子、伊東あつ子、飯田テル子、阿部光子、大山豊、山崎猛、大念寺誠、野川ひとみ、丹内由基子、五十嵐五十鈴、宇佐美多恵子、山田哲平、藤田龍美、鈴木克久 | 新庄巡査着任 |
| 24     | 4月14日        | オレの出番だ! ロマンスだ!!      | 奥村俊雄      | 長谷部安春 | 原口弥生、牧口昌代、鹿又裕司、中島元、泉よし子、円崎一也、本庄和子、伊倉一恵、半田真由美、村越裕子、古川雅子、宮本康代                                                                                 | |
| 25     | 4月21日        | この子も恐い! 万引きゲーム!?    | 渡辺千明      | 小谷承靖   | 原口弥生、白川和子、佐藤美和、伊藤公子、中沢かおり、沖田ミホ、森江里奈、冨士原恭平、濱田研一郎、坂東賢二、木場剛                                                                                       | |
| 26     | 5月05日        | 夢!? ヒロシが飛んで行く!        | 佐伯俊道      | 小谷承靖   | 原口弥生、吉宮君子、鶴田忍、市川好郎、水島涼太、武内文平、山岡八高、金田明夫、松井きみ江、有川雄司、石崎洋光、小川真喜子、小林一師、秋元政志、太田行雄、石田広行                                       | 片山刑事退職・第1シーズン完結 予告ナレーション方法変更 ※奈良が直接顔出しで予告を語るパターンに移行                                                                                            |
| 27     | 5月12日        | 親の仇だ! リメンバー!!          | 峯尾基三      | 長谷部安春 | 片桐竜次、森川正太、岡崎二朗、小林竜一、相沢治夫、原田千枝子、皆川衆、西巻映子、松山薫、服部多香子、門脇三郎、武川信介、藤村裕子、佐藤孝守、大野雅之、吉沢真人、福地竜史、片山みゆき、北村昌子         | 第2シーズン開始・九十九刑事登場 仮庁舎の向き変更 |
| 28     | 5月19日        | 出張捜査はハネムーン!?          | 峯尾基三      | 長谷部安春 | 森川正太、石田信之、上原ゆかり、河合絃司、越川学、皆川衆、村上幹夫、横尾三郎、片山みゆき | 宮城ロケ・第27話の続篇 松島観光協会、石巻市産業部商工観光課、東北開発整備センター、合資会社相澤商店、カネコ橋沼商店、内山観光バス、松島湾観光汽船、ホテル松島大観荘                           |
| 29     | 5月26日        | 押しかけ刑事のマイホーム作戦!?  | 桃井章        | 手銭弘喜   | 岡本信人、有川博、南きよみ、名川貞郎、たうみあきこ、岸野一彦、塩沢美樹、望月和伸、太田歩、永野明彦、桜むつ子                                                                                           | |
| 30     | 6月02日        | 栄転! サヨナラ杏子ちゃん!!      | 桃井章        | 手銭弘喜   | 渡辺篤史、有川博、伊藤康臣、橋本和人、南きよみ、千葉裕子、松浪志保、溝口順子、矢野泰子、野呂瀬初美、小寺大介、並木信二、小池孔一、北村昌子                                                             | 九十九刑事、正式着任 本多刑事、少年犯罪防止センターへ異動 協力:稲田登戸病院 |
| 31     | 6月09日        | 着任! パワフルコンビ!!          | 奥村俊雄      | 長谷部安春 | 芦川よしみ、加藤大樹、水木薫、山中康司、篠田薫、奥村正、菅由紀子、平出圭子、西村麻里、今村エリ香、和泉今日子、杏里香代子、金野恵子、藤井章人、児玉頼信、山田美生子、根本明美、木村順子                 | 仁科、田島刑事登場 予告担当:奈良、松元 |
| 32     | 6月16日        | 止まるな! トラック野郎!!        | 渡辺千秋      | 小谷承靖   | 石川慎二 丸山秀美 一色彩子 小池雄介 加藤千明 本間千恵子 北原涼子 森下明 西内彰 世上真 柿木恵至 佐々木直子 阿藤海                                                                                       | 協力:小籏梱包運輸 |
| 33     | 6月23日        | 心のシグナルが見えますか?       | 峯尾基三      | 長谷部安春 | 井上博一 宮本大典 椎谷建治 姉崎公美 篠原大作 岩立絵美 本庄和子 菊岡美和子 竹内靖 麻ミナ 新城彰 高橋正昭 由花ゆかり 伊藤慎 飯尾一子                                                                     | 予告担当:奈良、松元 |
| 34     | 6月30日        | ラストダンスで一発逆転!!        | 桃井章        | 手銭弘喜   | 長内美那子 田中明夫 中丸新将 棟里佳 大矢兼臣 池田功 布施木昌之 | 予告担当:奈良、松元 |
| 35     | 7月07日        | 子連れサギ師でエキサイト!!      | 長瀬未代子    | 手銭弘喜   | あき竹城 安孫子里香 望月太郎 番哲也 千葉茂 稲川善一 進藤幸 青柳有希子 伊尾明子 西原冷子 一瀬浩道 左右田一平                                                                                            | |
| 36     | 7月14日        | アイツったら…さらわれた!?       | 一色伸之      | 長谷部安春 | 辺見マリ] 時田成美 南きよみ 谷村好一 大石源吉 小林竜一 和田周 玉村駿太郎 山口剛史 松島健一郎 内田勝正                                                                                                  | 検視官室にMSX導入 |
| 37     | 7月21日        | 千本ノックでサイクルヒット!!    | 峯尾基三      | 長谷部安春 | 小林憲二 早瀬明 河田恭子 小林竜一 伊藤ゆきえ 高嶋洋 宮本由記子 佐々木茂 佐藤博 高味一也 半田麻由美 石田広行 寺島進 小栗一也                                                                            | 協力:藤沢商業高等学校 予告担当:奈良、松元 |
| 38     | 7月28日        | パパを恨むな! キャンピング!!    | 長瀬未代子    | 手銭弘喜   | 木村弓美 広瀬昌助 早川絵美 神藤一弘 兼田晴巨 佐々木敏 三上剛仙 相馬剛三 大原真理子 天現寺竜 須藤俊 山本央絵                                                                                            | 協力:稲田登戸病院 予告担当:奈良、松元 |
| 39     | 8月11日        | あたって砕けてバドミントン!?    | 桃井章        | 手銭弘喜   | 加納竜 南きよみ 矢葺義晴 上野美和 鈴木理子 岡本瑞恵 佐賀朋美 稲葉年治 今井康子 佐久間まち子 川田正実 安田夏望、片岡五郎、うえだ峻                                                                      | |
| 40     | 8月18日        | ハート燃えて…思い出の渚!!       | 峯尾基三      | 澤田幸弘   | 阪本良介 大城加衣 津島令子 小林竜一 沢田遊吾 東丘出陽 武藤裕子 奥村正 西内彰 瀬戸内甲斐 木村穀 大城誠晃 中原早苗                                                                                       | |
| 41     | 8月25日        | ヨットで越えろ! 学園の荒波!!    | 一色伸幸      | 澤田幸弘   | 五代高之 月岡陽太 若山雅彦 倉地雄平 中真千子 木曽秋一 田岡美也子 森勇治 斉藤昌史 大村千吉 山口剛 剣弘紀 谷田部和久 島田昌明 箕輪光晴 本田景子                                                          | 協力:ヤマハ東京株式会社 |
| 42     | 9月01日        | 四の字固めで姉弟ブロック!!      | 高階航 神部翔 | 長谷部安春 | 林優枝 上野郁巳 南きよみ 秋野陽介 高嶋裕子 沢柳廸子 野上博司 竹内実 長谷川幹雄 大神田潔 五十嵐幸孝 岡田和子 依田英助 桑原一人 阿部渡 大沼由美子 三好美智子                                             | 予告担当:奈良、松元 |
| 43     | 9月08日        | 駆け落ち夫婦にラブソング!?      | 奥村俊雄      | 手銭弘喜   | 円谷浩 長谷川里佳 藤田宗久 門谷美佐 関保之 一頼浩道 岸本功 小寺大介 吉沢直人 仲地宗次 木村直子 川瀬洋子 鷲尾千夏子                                                                                     | 協力:横浜北中央病院 |
| 44     | 9月15日        | さすらいのシルバーギャル!!      | 渡辺千秋      | 長谷部安春 | 千石規子 伊沢一郎 岡田由紀子 小林竜一 越村公一 竜のり子 北見青子 三田恵子 中村恵美子 早田千夏 鮎田昭夫 門根雅美 佐藤央望 熊谷晃洋 山村聰                                                               | 予告担当:奈良、田島 |
| 45     | 9月22日        | UFO少年"ホシ"に接近!!           | 峯尾基三      | 長谷部安春 | 中島葵 磯崎洋介 大城加衣 三重街恒二 武川信介 甲斐武 荒瀬寛樹 真辺了子 山口夏穂 西内彰 石田広行 信実一徳 鶴岡修                                                                                         | 予告担当:奈良、田島 |
| 46     | 10月06日       | 捜査しながらボランティア!?      | 長瀬未代子    | 長谷部安春 | 結城しのぶ 小野武彦 石山雄大 南きよみ 松熊信哉 熊谷俊哉 竹内章祝 中島元 坂井寿美江 横尾三郎 田中治 川村真理子 奥野匡 佐伯徹 大門正明                                                                   | 予告担当:奈良、松元 |
| 47     | 10月13日       | イッキ、イッキで大脱線!?        | 高階航        | 小澤啓一   | 香川三千 高樹沙耶 吉田光希 西川ひかる 入江正徳 森篤夫 脇坂奎平 樋口邦雄 秋山耕平 五十嵐美鈴 野川ひとみ 宇佐美多恵子 石田広行 神ひろしザ・ポップアクティーズ 玉川伊佐男                                 | 協力:たちばな台病院 予告担当:奈良、松元 地上波では再放送されない場合あり。 |
| 48     | 10月20日       | 暗闇でドッキリフォーカス!!      | 一色伸幸      | 手銭弘喜   | ハナ肇 石井富子 坂井徹 辻三太郎 はな太郎 永井政春 本間千恵子 船形民哉 福山聖一郎 小澤みゆき 高橋務 吉野武雄 長尾伸夫                                                                                   | |
| 49     | 10月27日       | クロワッサンは罪の味!?          | 森泉博行      | 手銭弘喜   | 島村佳江 下塚誠 大矢兼臣 門脇三郎 高杉哲平 鈴木三千世 知野方子 小山恵 大場洋子 小保内修司 小久保綾 鈴木秀和 伊丹優 堀内正美                                                                            | 次回予告担当:奈良、松元 |
| 50     | 11月03日       | プレハブだけど結婚式!?          | 峯尾基三      | 手銭弘喜   | 近藤哲也 滝川昌良 大谷一夫 新井今日子 安武光二 加来大助 石川裕介 外間啓子 加藤明人 星野雅美 | 新庄巡査退職 三木隊員結婚 |
| 51     | 11月17日       | もぐって調べて日替りメニュー!?  | 峯尾基三      | 長谷部安春 | 小川亜佐美 山田由起 今西正男 早田文治 本庄和子 竹田さなえ 山下一夫 津島瑞穂 佐藤彰 高橋務 長尾伸夫 吉野武雄 河西健司                                                                                   | OP変更・清水あゆみ着任 |
| 52     | 11月24日       | モーレツパパを家出でKO!!        | 長瀬未代子    | 長谷部安春 | 石田弦太郎 高林由紀子 外川由紀 田付貴彦 粟津號 中平良夫 江藤漢 長田恒義 塩月徳子 劇団日本児童 劇団東俳 劇団ひまわり                                                                                    | 次回予告担当:奈良、松元 |
| 53     | 12月01日       | 婚約寸前タッチアウト!           | 桃井章        | 手銭弘喜   | 今福将雄 不破万作 住吉正博 瑳川裕子 笈川豊英 三上剛仙 大原真理子 宮沢元 刈也淳 菊川予市 高橋務 劇団東俳 劇団日本児童 国際プロ                                                                          | 次回予告担当:奈良、松元 |
| 54     | 12月08日       | ラブレターは正油味!?            | 一色伸幸      | 手銭弘喜   | なべおさみ 鹿取容子 鈴木正幸 狩野勝行 花上晃 松尾文人 島村美妃 高橋務 吉沢昌宏 劇団日本児童 東京新社 国際プロ                                                                                          | 次回予告担当:奈良、松元 |
| 55     | 12月15日       | 対決! 迷犬ドンと800万!!         | 高階航        | 小澤啓一   | 野村昭子 中村久光 久保田理恵 佐藤功 池上浩司 大城裕司 劇団日本児童 劇団東俳 東京宝映 国際プロ 高橋務 長尾伸夫 吉野武雄 臼井静雄 野沢征一                                                               | 次回予告担当:奈良、松元 |
| 56     | 12月22日       | 汚れたサンタはいらないよ!?      | 峯尾基三      | 小澤啓一   | 峰竜太 南きよみ 工藤啓子 近藤準 中真千子 皆川衆 長谷川歩 岸井あや子 進藤幸 山根久幸 大村浩之 里見和香 深谷みさお 依田英助 大木史朗 塚本恭弘 福原学 石塚雅幸 和田充史 山本央絵                          | 次回予告担当:奈良、松元 |
| 57     | 12月29日       | 留置場だけどザ·マンザイ!?       | 一色伸幸      | 長谷部安春 | セント.ルイス 一柳みる 北島マヤ 天草四郎 江川久仁夫 桑田和美 中村雄一 田島加奈子 西内彰 石崎洋光 鈴木実 関青栄 東京新社 国際プロ                                                                       | |
| 58     | 1986年01月05日 | ピンチ! 検視官にギ・ワ・ク!?    | 峯尾基三      | 手銭弘喜   | 坂上味和 剣持伴紀 並木信三 翡翠準子 久遠利三 一瀬浩道 山中康司 野崎和砂 佐野百合子 町田真一 劇団日本児童 国際プロ                                                                                      | 鈴乃屋 次回予告担当:奈良、田島 |
| 59     | 1月12日        | 南紀・勝浦、捕り物ツアー!?      | 森泉博行      | 長谷部安春 | 秋野太作 津島令子 佐々木敏 大原真理子 田坂竜太 北見敏之 広田行生 中平良夫 池田道枝 安江ひろみ 大島光幸 斉藤崇 岸本功 五十嵐公二                                                                        | 勝浦ロケ 予告編では「南紀・勝浦、捕物帳」とアナウンスされた ロケーション協力:那智勝浦町観光協会、南紀勝浦温泉かつうら御苑、熊野交通株式会社、日本高速フェリー株式会社 次回予告担当:奈良、松元 |
| 60     | 1月19日        | ジョーダン!? 女刑事がまた一人!! | 峯尾基三      | 澤田幸弘   | 山本紀彦 大塚良重 望月太郎 沢田遊吾 三重街恒二 井上三千男 花原照子 本間千恵子 岸加奈子 相川みゆき 国際プロ                                                                                             | 橘刑事着任 |
| 61     | 1月26日        | ブルはマタニティの神様です!     | 長瀬未代子    | 澤田幸弘   | 鶴間エリ 冷泉公裕 秋間登 江崎和代 小寺大介 高山千草 島村卓志 松田章生 鈴木三千世 森岡隆見 国際プロ | 次回予告担当:奈良、松元、田島 |
| 62     | 2月02日        | メロスを追ってクラさんお疲れ!!  | 橋場千晶      | 小澤啓一   | 福田健治 沼岡淳 藤森一騎 立花房子 小林竜一 大木史朗 坂田祥一郎 坂元貞美 鹿島信哉 門脇三郎 木内マヤ 夏木順平 松永忍 小川乃り子 日本児童 東俳 東京宝映 国際プロ                                          | 倉田刑事栄転 次回予告担当:奈良、田島 |
| 63     | 2月09日        | さらば中流! マイホームの子守唄  | 一色伸幸      | 長谷部安春 | 長谷川明男 桂田裕子 辻伊万里 浅川奈月 宗方奈美 三川雄三 前沢迪雄 深谷隆 国際プロ 奥村公延 | 次回予告担当:奈良、松元、仁科、橘 |
| 64     | 2月16日        | 死亡時刻はパソコンで…           | 高階航        | 小澤啓一   | 千野弘美 吉野由樹子 小林勝彦 石渡康浩 中島元 国際プロ 日本児童 東俳 東京宝映 | 地上波・CS共に再放送なし 次回予告担当:奈良、松元 |
| 65     | 2月23日        | アイツとオレの受験トラブル!!    | 岡部俊夫      | 長谷部安春 | 菊地陽子 坂俊広 大谷淳 島田果枝 内山森彦 野村信次 須永慶 伊藤正博 山崎満 菊川予市 世上真 大林丈史 | 次回予告担当:奈良、松元 |
| 66     | 3月02日        | ポンコツだからリサイクル!       | 長瀬未代子    | 手銭弘喜   | マイク・コールマン 柳谷寛 津野哲郎 灰地順 津路清子 戸川暁子 相馬剛三 原田千枝子 小林竜一 湊俊一 竹内靖 岡田和子 宮寺康生 千葉茂 丹内由基子 一瀬浩道 一橋大介 大村千吉 夏木順平 田城英子 国際プロ       | 次回予告担当:奈良、松元、田島 |
| 67     | 3月09日        | 俺ァ、田舎さリターンするだ!     | 桃井章        | 手銭弘喜   | 石山浩子 南きよみ 榎本章 江幡高志 伊達三郎 天現寺竜 池田功 佐藤弘 佐藤美鈴 早川亜友子 太田行雄 国際プロ                                                                                                | 協力:横浜新都市脳神経外科病院 九十九刑事退職・第2シーズン完結 次回予告担当:奈良、松元 |
| 68     | 3月16日        | 新任刑事はダーティハリー!?      | 峯尾基三      | 澤田幸弘   | 橘ゆかり 大村波彦 長谷部香苗 相原巨典 小林竜一 徳川龍峰 秩父俊哉 佐川美沙 松浦企画 国際プロ 高橋務 | 第3シーズン開始・本城刑事着任 次回予告担当:奈良、滝村 |
| 69     | 3月23日        | ABO!? 血液型大戦争!!            | 桃井章        | 小澤啓一   | 平泉成 杉欣也 大石源吾 藤枝亜弥 武田みえこ 植村由美 玉村駿太郎 辰馬誠道 能登裕康 芹沢直也 荻原紀 太田行雄 田中治 佐藤正昭 国際プロ                                                                     | 次回予告担当:奈良、田島 |
| 70     | 3月30日        | 御近所アンタッチャブル!         | 一色伸幸      | 澤田幸弘   | 中村れい子 庄司永建 三角八朗 五月晴子 木瓜みらい 和沢昌治 藤木陽子 加藤千明 武川良介 根津良行 森下明 甲斐武 西内彰 中瀬博文 太田行雄 杉浦宏俊 阿久津真一                                               | 次回予告担当:奈良、松元、田島 |
| 71     | 4月06日        | 赤ひげ医者にドクターストップ!?  | 一色伸幸      | 小澤啓一   | 東野英心 松本ちえこ 江崎和代 小林千枝 木嶋一郎 名川貞郎 高杉哲平 加藤茂雄 高橋正昭 国際プロ 葦原邦子                                                                                                   | 協力:横浜新都市脳神経外科病院 次回予告担当:奈良、松元、仁科、田島 |
| 72     | 4月20日        | ココは何処? ワタシは誰!?        | 橋場千晶      | 長谷部安春 | 豊泉京子 小林アトム 田岡美也子 中林義明 宇佐美多恵子 柴田優子 岡本真由美 熊倉由美 本橋照代 東宮正幸 国際プロ 宮内洋                                                                                    | 協力:横浜新都市脳神経外科病院 次回予告担当:奈良、松元、田島 |
| 73     | 4月27日        | 同窓会でダブルパンチ!?          | 高階航        | 長谷部安春 | 楠田薫 後藤明 湯川勉 大矢兼臣 木場剛 阿部渡 野川ひとみ 大久保敏子 酒井万里子 横尾三郎 吉田和美 阿久津真一 国際プロ 江角英明 福岡正剛                                                                   | |
| 74     | 5月04日        | テニスコートでおさわがせ!?      | 岡部俊夫      | 手銭弘喜   | 北島マヤ 佐野厚子 加賀谷礼奈 仙波和之 石倉民雄 太田久美 有馬光貴 岸本功 茂木和範 土井みゆき 石倭裕子 新保早苗 酒井妙 宇都宮英世 平田京子 佐々木勝彦 北條清嗣                                           | 協力:たまプラーザ・テニスユニバーシティ 次回予告担当:奈良、松元、田島 |
| 75     | 5月11日        | ノゾキ魔より愛をこめて!?        | 長瀬未代子    | 手銭弘喜   | 竹井みどり 石田和彦 藍ともこ 加藤土代子 中島元 高山千草 牧野博美 大沼由美子 小笠原初月 国際プロ 頭師孝雄                                                                                               | 次回予告担当:奈良、松元 |
| 76     | 5月18日        | 千羽鶴からスペシャルヒント!!    | 峯尾基三      | 澤田幸弘   | 山口央理絵 川島一平 なかはら五月 太田あや子 信沢三恵子 塩澤美樹 佐山禮子 篠田薫 横尾三郎 後藤正人 田城英子 劇団日本児童 国際プロ 高橋務                                                                | 次回予告担当:奈良、松元、田島 |
| 77     | 5月25日        | ママさん刑事はヤリガイの女王!?  | 高階航        | 澤田幸弘   | 小坂一也 堀永子 鹿又裕司 大野正敏 浅川奈月 森田遙 門谷美佐 皆川衆 若林哲行 武川信介 竹内靖 奥村正 佐藤弘 劇団日本児童                                                                                  | 次回予告担当:奈良、松元、田島 |
| 78     | 6月01日        | ブルとオサムがパンチ合戦!?      | 児玉宜久      | 小澤啓一   | 長谷川哲夫 立原ちえみ 上田耕一 野村昇史 石崎文也 川野美樹子 都野由倫子 小沢和義 吉松恵理子 西野公子 草場優子 水野裕二郎 清水まゆみ                                                                     | |
| 79     | 6月15日        | 壁をスイスイ! ヤモリ男の謎!?    | 高階航        | 小澤啓一   | 小林昭二 今出川西紀 野口ふみえ 榊原旭 入江正徳 岸野一彦 稲川善一 喜田晋平 菊岡美和子 内田崇吉 吉田憲司 佐藤志穂 松栄天竜 千葉茂 村上幹夫 宮寺康生 安田隆 久保忠郎 竹本純平 石濱朗                      | 次回予告担当:奈良、松元、田島 |
| 80     | 6月22日        | ロマン万才! 少年探偵団!!        | 桃井章        | 長谷部安春 | 長門勇 牧田正嗣 原ひさ子 畠重樹 山本寿徳 古澤純 前沢保美 江上真吾 町田幸夫 沢柳迪子 戸川暁子 五十嵐五十鈴 緒形光幸 国際プロ                                                                            | 次回予告担当:奈良、松元、田島 |
| 81     | 6月29日        | ウッソー! 97分署解体!?          | 峯尾基三      | 澤田幸弘   | 勝部演之 佐藤尚弘 山崎美貴 橋本和人 小林竜一 竹本純平 津路清子 山田博行 箱田恵理子 谷藤真実 国際プロ                                                                                                   | |
| 82     | 7月13日        | アシタバ摘んで罪つんで…         | 長瀬未代子    | 澤田幸弘   | 金子信雄 幸田宗丸 安江ひろみ 草野裕 平野稔 有田麻里 川島千恵 五十嵐美恵子 佐々木敏 丸岡奨詞 藤田宗久 後藤哲夫 大原真理子 西坂和子 横尾加代子 野口英昭 川島千恵                                         | 次回予告担当:奈良、田島 |
| 83     | 7月20日        | お手柄一転大チョンボ!?          | 橋場千晶      | 長谷部安春 | 天園翔子 伊尾知隆吉 石山雄大 小林竜一 阿部光子 村上麻代 高橋務 長尾伸夫 吉野武雄 国際プロ | 次回予告担当:奈良、松元、田島 |
| 84     | 7月27日        | 愛の逃亡・サファリでチョン!!    | 高階航        | 長谷部安春 | 久保田篤 水原ゆう紀 津野哲郎 神谷潤 滝川昌良 篠原大作 若林哲行 菅由紀子 高山千草 青野宏明 本郷直樹 中原丈雄                                                                                            | ロケーション協力:富士サファリパーク、最上富士牧場公園、御殿場市観光協会 次回予告担当:奈良、仁科                                                                                               |
| 85     | 8月10日        | チンピラだってデカの友!?        | 児玉宜久      | 手銭弘喜   | 御木裕 我王銀次 辰馬伸 戸塚孝 小林竜一 伊東あつ子 高杉哲平 一瀬浩道 速見領 北見誠 大久保敏子 小林一帥 横尾三郎 布村恭子 三上林一 打出親吾                                                              | |
| 86     | 8月17日        | サギ師の好きなお葬式!?          | 岡部俊夫      | 手銭弘喜   | 三浦リカ 野村将希 古城裕章 大網めぐみ 田中洋介 門田俊一 成田次穂 田村元治 たうみあきこ 松浪志保 進藤幸 池田功 門脇三郎 真辺了子 今井耐介 大貫幸雄 三浦剛 塩田洋子 日向理恵 倉科千秋 田島真吾 茅島成美  | 協力:東京飯田橋ホテルエドモント |
| 87     | 8月24日        | パッと花咲け! ヤッチャン親父!!  | 渡辺千明      | 澤田幸弘   | 藤岡琢也 松本和子 椎谷建治 沼岡淳 森下明 西内彰 星野晃 北斗辰典 高橋正昭 太田行雄 中瀬博文 藤原益二 国際プロ                                                                                           | |
| 88     | 8月31日        | 女ごころは真珠のピアス!         | 一色伸幸      | 澤田幸弘   | 山本みどり 新井康弘 長谷川里佳 工藤啓子 久遠利三 渕上大二郎 織部一作 山岡健次 秋久美子 岩井基泰 落合裕二郎 落合千太郎 中島浩臣 国際プロ                                                                | |
| 89     | 9月07日        | 青春しちゃって婚約シチャッタ!?  | 一色伸幸      | 小澤啓一   | 東泉徹 西尾徳 長江洋平 早川美穂子 与川浩一 大貫幸雄 西内彰 三浦竜也 秋原充 渡辺健 国際プロ | 本城・仁科刑事婚約 |
| 90     | 9月14日        | さらば! プレハブ刑事たち!!      | 峯尾基三      | 小澤啓一   | 頭師佳孝 川島なお美 野村将希 古城裕章 町田博子 橋本早苗 岩田真紀 外川由紀 里木佐甫良 神田時枝 橋本菊子 大川万裕子 近松敏夫 小林玉枝 山中康司 高岡良平 茂木和範 新富重夫                                | 97分署新庁舎竣工 協力:海老名総合病院 |

## テーマ曲
- 第1シーズン（第1話 - 第26話）：松山千春
  - OP「男と女」
  - ED「粉雪」
いずれも作詞曲：松山千春、編曲：林政宏。OPは回によって1番、2番の歌詞が振り分けて使われた。サビは共通。
- 第2シーズン（第27話 - 第67話）：ザ・ワイルドワンズ
  - OP「ハート燃えて愛になれ」作詞：秋元康、作曲：加瀬邦彦、編曲：ザ・ワイルドワンズ、京田誠一
  - ED「涙色のイヤリング」作詞：竜真知子、作曲：加瀬邦彦、編曲：ザ・ワイルドワンズ、富田素弘、コーラスアレンジ：植田芳暁
- 第3シーズン（第68話 - 第90話）：ブービーズ
  - OP「当日・消印・有効」作詞：三浦徳子、作曲：小杉保夫、編曲：丸山恵市
  - ED「Because I love you」作詞：宮原芽映、作曲：大杉隆朗、編曲：丸山憲市
歌唱を担当したブービーズは、五木ひろしが番組とタイアップして結成した覆面バンドで、松山数夫とひのきしんじがプロデュースとしてEDにクレジットされている。当初は五木がボーカルであることは視聴者に伏せられ、番組中では歌唱者を当てるプレゼントクイズも実施された。

## 挿入歌
- 「男の未練」（第67話）：唄：新沼謙治、作詞：荒木とよひさ、作曲：三木たかし、編曲：竜崎孝路

## 映像ソフト化
私鉄沿線97分署　コレクターズDVD（全4巻）
2021年7月30日から10月29日にかけて、「昭和の名作ライブラリー」シリーズの第90集として全話収録のDVDがリリースされた。発売元はベストフィールド、販売元はTCエンタテインメント。前述の通り再放送が見送られてきた第64話についても、Vol.3に収録されている。

## ネット局
- テレビ朝日（制作局）：日曜 20:00 - 20:54
  - （テレビ朝日系列フルネット12局（テレビ朝日、北海道テレビ、東日本放送、福島放送、新潟テレビ21、静岡けんみんテレビ、名古屋テレビ、朝日放送、広島ホームテレビ、瀬戸内海放送、九州朝日放送、鹿児島放送）＋山形放送の計13局は同時ネット）
- 青森放送：火曜 - 金曜 16:00 - 16:54（1985年3月当時、この枠でイレギュラー放送）[3]
- 秋田放送：月曜 22:00 - 22:54[3]
- 北日本放送：日曜 14:00 - 14:55（1985年4月7日から放送）[4]
- 北陸放送：火曜 22:00 - 22:54[5]
- 福井放送：月曜 21:00 - 21:54[5]
- 信越放送：火曜 23:35 - 0:29[6]
- テレビ山梨：金曜 23:40 - 0:34[7]
- 山陰放送：火曜 22:00 - 22:54
- 山口放送：金曜 0:25 - 1:19（木曜深夜）[8]
- 四国放送：土曜 22:00 - 22:54[9]
- 南海放送：月曜 22:00 - 22:54[8]
- 高知放送：土曜 22:00 - 22:54[8]
- 長崎放送：火曜 22:00 - 22:54[10]
- テレビ熊本：日曜 15:00 - 15:54[11]
- テレビ大分：火曜 22:00 - 22:54[12]
- テレビ宮崎：日曜 22:30 - 23:24[13]
- 琉球放送：火曜 22:00 - 22:54